# 벅스 라이프
《벅스 라이프》(A Bug's Life)는 픽사 애니메이션 스튜디오가 만들고 월트 디즈니 픽처스와 브에나 비스타 배급사가 1998년 11월 25일에 출시한 1998년 미국 CGI 영화이다. 벅스 라이프는 디즈니와 픽사가 공동으로 만든 두 번째 영화 작품이며 미국 컴퓨터 애니메이션 작품으로서 토이 스토리에 이은 두 번째 작품이다. 영화 제목에서와 같이 벌레의 삶을 그리어 내고 있다.

## 줄거리
개미 왕국의 개미들은 메뚜기 떼를 위해 열심히 일한다. 메뚜기 떼의 두목인 하퍼에게 해마다 할당된 식량을 바쳐야 하기 때문이다. 착하고 영리한 개미 플릭은 하퍼 일당을 무찌르기 위해 덩치가 큰 곤충을 데려나가 맞서 싸우자고 제안한다. 여왕 개미는 플릭의 용기를 치하한다. 도시에 나간 플릭은 3류 서커스단의 곤충들을 용병으로 착각하고 데려온다. 사실이 밝혀지자 난감해진 플릭은 기지를 발휘해 서커스단의 곤충들이 마술쇼를 하며 하퍼의 관심을 딴 데 위협한다. 그러나 서커스 단장의 실수로 나뭇잎으로 만든 가짜 새는 불에 타버리고 만다. 이렇게 개미 왕국은 또 다시 위기에 처하게 된다. 하지만 이번에는 진짜 새가 나타나 하퍼 일당을 물리친다. 그렇게 개미 왕국은 다시 평화를 되찾는다.

## 우리말 성우진
- 강수진 - 플릭
- 이현선 - 아타
- 박조호 - 하퍼
- 김환진 - 몰트
- 김성은 - 도트
- 이윤선 - 프랜시스
- 유해무 - PT 플리
- 이재용 - 슬림
- 이인성 - 하임리히
- 정기항 - 사마귀
- 김혜미 - 집시
- 안경진 - 로지
- 이호인 - 딤
- 서문석 - 일꾼 개미1 / 매뚜기
- 김환진 - 일꾼 개미2

## 같이 보기
- 픽사의 영화 목록
- 컴퓨터 애니메이션 영화 목록